# جيك كين
جيك كين (بالإنجليزية: Jake Cain)‏ هو لاعب كرة قدم بريطاني في مركز الوسط، ولد في 2 سبتمبر 2001 في ويغان في المملكة المتحدة. لعب مع نادي ليفربول.

## وصلات خارجية
- جيك كين على موقع الاتحاد الأوربي (الإنجليزية)
- جيك كين على موقع قاعدة بيانات كرة القدم.إي يو (الإنجليزية)
- جيك كين على موقع Soccerbase.com (لاعب) (الإنجليزية)
- جيك كين على موقع Soccerway.com (الإنجليزية)
- جيك كين على موقع عالم كرة القدم.نت (الإنجليزية)